# Couleurs panslaves
 (janvier 2013).
Si vous disposez d'ouvrages ou d'articles de référence ou si vous connaissez des sites web de qualité traitant du thème abordé ici, merci de compléter l'article en donnant les références utiles à sa vérifiabilité et en les liant à la section « Notes et références ».

Drapeau panslave, adopté à la convention panslave de Prague en 1848.

Les couleurs panslaves, rouge, bleu et blanc, sont les couleurs utilisées sur certains drapeaux d'États ou peuples slaves ou possédant une majorité d'habitants ayant une origine slave. Leur utilisation symbolise une origine commune.

## Description
Les couleurs panslaves tirent leur origine du drapeau de l'Empire russe. Ces couleurs furent adoptées par le mouvement panslave du XIXe siècle et symbolisaient les idéaux de révolution et de liberté, également représentés sur les drapeaux de certaines nations non slaves comme la France.
Comme sur le drapeau russe établi par Pierre le Grand, le rouge représente le peuple, le bleu la bourgeoisie et le blanc la noblesse. L'instauration de la couleur blanche pour la noblesse est un symbole français repris par toutes les cours d'Europe, mais l'idée d'attribuer le rouge au peuple et le bleu à la bourgeoisie est une invention du tsar Pierre le Grand[source insuffisante]. 
Les drapeaux de certaines subdivisions de la Russie incorporent les couleurs panslaves afin de symboliser leur appartenance à la fédération russe et la présence d'une minorité russe significative.
Le drapeau de la Bulgarie trouve également son origine dans les couleurs panslaves, mais le bleu y fut remplacé par le vert, la Bulgarie s'étant développée comme un pays agricole après son indépendance en 1878. Le drapeau de la Roumélie orientale, une province de l'Empire ottoman qui s'unit à la Bulgarie en 1885, les utilisait également.
La Pologne possédait un drapeau blanc et rouge avant le mouvement panslave et ses couleurs ne sont pas liées à celles de ce mouvement. De même, le drapeau de l'Ukraine est basé sur des influences antérieures. Enfin, ni la Bosnie-Herzégovine ni la Macédoine du Nord ne font usage des couleurs panslaves.

## Drapeaux actuels
|                      |                      |                      |                      |                      |                      |  |  |                |                |                |                |                |                |  |  |                                  |                                  | Russie Fin XVIIe siècle          |                                  |                                  |                                  |  |  |                                                      |                            |                            |                            |                            |                            |  |  |                                                   |                                                   |                                                   |                                                   |                                                   |                                                   |  |  |               |               |               |               |               |               |  |  |  |  |  |  |  |  |  |  |  |  |  |  |  |  |  |  |  |  |  |  |  |  |  |  |  |  |  |  |  |  |  |  |  |  |  |  |  |  |  |  |  |  |  |  |
|                      |                      |                      |                      |                      |                      |  |  |                |                |                |                |                |                |  |  |                                  |                                  |                                  |                                  |                                  |                                  |  |  |                                                      |                            |                            |                            |                            |                            |  |  |                                                   |                                                   |                                                   |                                                   |                                                   |                                                   |  |  |               |               |               |               |               |               |  |  |  |  |  |  |  |  |  |  |  |  |  |  |  |  |  |  |  |  |  |  |  |  |  |  |  |  |  |  |  |  |  |  |  |  |  |  |  |  |  |  |  |  |  |  |
|                      |                      |                      |                      |                      |                      |  |  |                |                |                |                |                |                |  |  |                                  |                                  |                                  |                                  |                                  |                                  |  |  |                                                      |                            |                            |                            |                            |                            |  |  |                                                   |                                                   |                                                   |                                                   |                                                   |                                                   |  |  |               |               |               |               |               |               |  |  |  |  |  |  |  |  |  |  |  |  |  |  |  |  |  |  |  |  |  |  |  |  |  |  |  |  |  |  |  |  |  |  |  |  |  |  |  |  |  |  |  |  |  |  |
| Tchécoslovaquie 1920 | Tchécoslovaquie 1920 | Tchécoslovaquie 1920 | Tchécoslovaquie 1920 | Tchécoslovaquie 1920 | Tchécoslovaquie 1920 |  |  |                |                |                |                |                |                |  |  | Royaume de Croatie-Slavonie 1868 | Royaume de Croatie-Slavonie 1868 | Royaume de Croatie-Slavonie 1868 | Royaume de Croatie-Slavonie 1868 | Royaume de Croatie-Slavonie 1868 | Royaume de Croatie-Slavonie 1868 |  |  | Royaume du Monténégro 1905                           | Royaume du Monténégro 1905 | Royaume du Monténégro 1905 | Royaume du Monténégro 1905 | Royaume du Monténégro 1905 | Royaume du Monténégro 1905 |  |  | Principauté de Serbie 1835 Royaume de Serbie 1882 | Principauté de Serbie 1835 Royaume de Serbie 1882 | Principauté de Serbie 1835 Royaume de Serbie 1882 | Principauté de Serbie 1835 Royaume de Serbie 1882 | Principauté de Serbie 1835 Royaume de Serbie 1882 | Principauté de Serbie 1835 Royaume de Serbie 1882 |  |  | Bulgarie 1878 | Bulgarie 1878 | Bulgarie 1878 | Bulgarie 1878 | Bulgarie 1878 | Bulgarie 1878 |  |  |  |  |  |  |  |  |  |  |  |  |  |  |  |  |  |  |  |  |  |  |  |  |  |  |  |  |  |  |  |  |  |  |  |  |  |  |  |  |  |  |  |  |  |  |
| Tchécoslovaquie 1920 | Tchécoslovaquie 1920 | Tchécoslovaquie 1920 | Tchécoslovaquie 1920 | Tchécoslovaquie 1920 | Tchécoslovaquie 1920 |  |  |                |                |                |                |                |                |  |  | Royaume de Croatie-Slavonie 1868 | Royaume de Croatie-Slavonie 1868 | Royaume de Croatie-Slavonie 1868 | Royaume de Croatie-Slavonie 1868 | Royaume de Croatie-Slavonie 1868 | Royaume de Croatie-Slavonie 1868 |  |  | Royaume du Monténégro 1905                           | Royaume du Monténégro 1905 | Royaume du Monténégro 1905 | Royaume du Monténégro 1905 | Royaume du Monténégro 1905 | Royaume du Monténégro 1905 |  |  | Principauté de Serbie 1835 Royaume de Serbie 1882 | Principauté de Serbie 1835 Royaume de Serbie 1882 | Principauté de Serbie 1835 Royaume de Serbie 1882 | Principauté de Serbie 1835 Royaume de Serbie 1882 | Principauté de Serbie 1835 Royaume de Serbie 1882 | Principauté de Serbie 1835 Royaume de Serbie 1882 |  |  | Bulgarie 1878 | Bulgarie 1878 | Bulgarie 1878 | Bulgarie 1878 | Bulgarie 1878 | Bulgarie 1878 |  |  |  |  |  |  |  |  |  |  |  |  |  |  |  |  |  |  |  |  |  |  |  |  |  |  |  |  |  |  |  |  |  |  |  |  |  |  |  |  |  |  |  |  |  |  |
|                      |                      |                      |                      |                      |                      |  |  |                |                |                |                |                |                |  |  |                                  |                                  |                                  |                                  |                                  |                                  |  |  |                                                      |                            |                            |                            |                            |                            |  |  |                                                   |                                                   |                                                   |                                                   |                                                   |                                                   |  |  |               |               |               |               |               |               |  |  |  |  |  |  |  |  |  |  |  |  |  |  |  |  |  |  |  |  |  |  |  |  |  |  |  |  |  |  |  |  |  |  |  |  |  |  |  |  |  |  |  |  |  |  |
|                      |                      |                      |                      |                      |                      |  |  |                |                |                |                |                |                |  |  |                                  |                                  |                                  |                                  |                                  |                                  |  |  | 1918 1946 1992 Yougoslavie puis Serbie-et-Monténégro |                            |                            |                            |                            |                            |  |  |                                                   |                                                   |                                                   |                                                   |                                                   |                                                   |  |  |               |               |               |               |               |               |  |  |  |  |  |  |  |  |  |  |  |  |  |  |  |  |  |  |  |  |  |  |  |  |  |  |  |  |  |  |  |  |  |  |  |  |  |  |  |  |  |  |  |  |  |  |
|                      |                      |                      |                      |                      |                      |  |  |                |                |                |                |                |                |  |  |                                  |                                  |                                  |                                  |                                  |                                  |  |  |                                                      |                            |                            |                            |                            |                            |  |  |                                                   |                                                   |                                                   |                                                   |                                                   |                                                   |  |  |               |               |               |               |               |               |  |  |  |  |  |  |  |  |  |  |  |  |  |  |  |  |  |  |  |  |  |  |  |  |  |  |  |  |  |  |  |  |  |  |  |  |  |  |  |  |  |  |  |  |  |  |
|                      |                      |                      |                      |                      |                      |  |  |                |                |                |                |                |                |  |  |                                  |                                  |                                  |                                  |                                  |                                  |  |  |                                                      |                            |                            |                            |                            |                            |  |  |                                                   |                                                   |                                                   |                                                   |                                                   |                                                   |  |  |               |               |               |               |               |               |  |  |  |  |  |  |  |  |  |  |  |  |  |  |  |  |  |  |  |  |  |  |  |  |  |  |  |  |  |  |  |  |  |  |  |  |  |  |  |  |  |  |  |  |  |  |
| Tchéquie 1993        | Tchéquie 1993        | Tchéquie 1993        | Tchéquie 1993        | Tchéquie 1993        | Tchéquie 1993        |  |  | Slovaquie 1992 | Slovaquie 1992 | Slovaquie 1992 | Slovaquie 1992 | Slovaquie 1992 | Slovaquie 1992 |  |  | Croatie 1990                     | Croatie 1990                     | Croatie 1990                     | Croatie 1990                     | Croatie 1990                     | Croatie 1990                     |  |  | Slovénie 1994                                        | Slovénie 1994              | Slovénie 1994              | Slovénie 1994              | Slovénie 1994              | Slovénie 1994              |  |  | Serbie 2010                                       | Serbie 2010                                       | Serbie 2010                                       | Serbie 2010                                       | Serbie 2010                                       | Serbie 2010                                       |  |  |               |               |               |               |               |               |  |  |  |  |  |  |  |  |  |  |  |  |  |  |  |  |  |  |  |  |  |  |  |  |  |  |  |  |  |  |  |  |  |  |  |  |  |  |  |  |  |  |  |  |  |  |

### Pays indépendants

Bulgarie
Croatie
Russie
Serbie
Slovaquie
Slovénie
Tchéquie

### Provinces

Oblast de l'Amour
Région de Banská Bystrica
Oblast de Belgorod
République serbe de Bosnie
Crimée
Iamalie
Oblast d'Ivanovo
Khakassie
Oblast de Léningrad
Mordovie
Oblast de Novgorod
Oblast d'Omsk
Kraï de Perm
Kraï du Primorié
Oblast de Samara
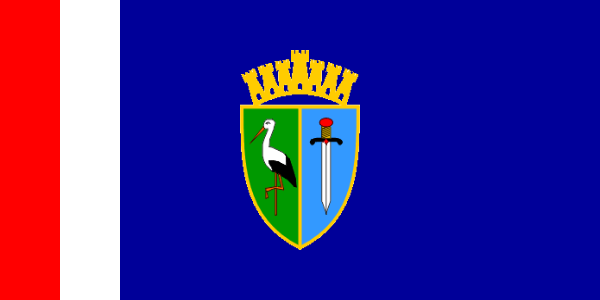
Comitat de Sisak-Moslavina
Tchoukotka
Région de Trenčín
Voïvodine

### Peuples

Croates de Bosnie-Herzégovine
Rusyns
Serbes de Croatie
Sorabes

## Anciens drapeaux

Empire russe (1700-1917) puis république russe (1917)
Duché de Carniole (1848-1918)
Royaume de Croatie-Slavonie (1868-1918)
Roumélie orientale (1878-1885)
Principauté de Serbie (1835-1882)
Royaume de Serbie (1882-1918)
Principauté du Monténégro (1905-1910) puis royaume du Monténégro (1910-1918)
État des Slovènes, Croates et Serbes (1918)
Royaume des Serbes, Croates et Slovènes (1918-1929) puis royaume de Yougoslavie (1929-1945)
Tchécoslovaquie (1920-1993)
République slovaque (1939-1945)
Protectorat de Bohême-Moravie (1939-1945)
État indépendant de Croatie (1941-1945)
République fédérative populaire de Yougoslavie (1946-1963) puis république fédérative socialiste de Yougoslavie (1963-1992)
République socialiste fédérative soviétique de Russie (1991-1992) puis fédération de Russie (1992-1993)
République serbe de Krajina (1991-1995)
République fédérale de Yougoslavie (1992-2003) puis Serbie-et-Monténégro (2003-2006)
République de Serbie (1992-2004)
République du Monténégro (1992-2004)
Évenkie (1995-2007)
District Komi-permiak (1996-2005)
République des Maris (2006-2011)